# Episodi di Emma - Una storia romantica
La serie animata Emma - Una storia romantica è stata prodotta nel 2005 dalla Pierrot (prima serie) e nel 2007 da Ajia-do Animation Works (seconda serie) in 24 episodi complessivi, trasmessi in Giappone a partire dal 2 aprile 2005 e in Italia dal 27 febbraio 2010.

## Episodi
| Nº Ja                         | Nº It | Titolo italiano Giapponese 「Kanji」 - Rōmaji - Traduzione letterale | In onda        | In onda          |
| Nº Ja                         | Nº It | Titolo italiano Giapponese 「Kanji」 - Rōmaji - Traduzione letterale | Giapponese     | Italiano         |
| Prima stagione (12 episodi)   |       | |                |                  |
| 1                             | 1     | Il dono 「贈り物」 - Okurimono – "Il dono" | 2 aprile 2005  | 27 febbraio 2010 |
| 1                             | 1     | William Jones dopo tanti anni va a trovare Kelly Stowner, la sua vecchia istitutrice li e incontra per la prima volta la sua cameriera Emma e per lui è un "colpo di fulmine". William vorrebbe fare un regalo alla ragazza, cerca quindi di incontrarla di nuovo per capire cosa Emma desidererebbe e in quell'occasione scopre che la ragazza ha seri problemi di vista e avrebbe bisogno di occhiali più forti. Lui vorrebbe regalargliene un nuovo paio, ma lei rifiuta perché gli occhiali che porta sono un regalo della sua padrona Kelly. Alla fine William l'aiuta a trasportare a casa la spesa e le offre un mazzo di fiori per la sua padrona, ma Kelly capisce subito che i fiori non erano per lei. |                |                  |
| 2                             | 2     | Equivoci 「二つの世界」 - Futatsu no sekai – "Due mondi" | 9 aprile 2005  | 28 febbraio 2010 |
| 2                             | 2     | William incontra Eleanor Campbel al ballo per il suo debutto in società, costretto a parteciparvi da suo padre. Il giorno dopo si reca in un negozio alla moda dove rincontra Eleonor e dove acquista un parasole per Emma. Eleanor fraintende, pensando che il regalo fosse per lei; la ragazza prova una certa attrazione per William e rimane quindi molto male quando invece scopre che il parasole era per un'altra misteriosa donna. Intanto Emma passa per caso davanti al negozio e vede William in compagnia di Eleonor e stranamente prova un certo dispiacere. Quando finalmente dopo qualche giorno William trova il coraggio di darle il regalo, Emma è costretta a rifiutare: una ragazza della sua condizione non può permettersi di portare un oggetto così costoso.                                                                                        |                |                  |
| 3                             | 3     | La confessione 「告白」 - Kokuhaku – "Confessione" | 16 aprile 2005 | 1º marzo 2010    |
| 3                             | 3     | Il principe indiano Hakim va a trovare l'amico William a Londra con tanto di elefanti e di servitù indiana al seguito. Il giorno dopo entrambi mentre vanno in giro per la città su un elefante, finiscono per arrivare a casa di Kelly Stownar. Anche Hakim alla vista di Emma rimane colpito dal suo portamento si innamora di lei. In seguito si reca di nuovo a casa di Kelly e si dichiara a Emma. William si rende conto con disappunto di quanto sta facendo l'amico e non sa come comportarsi. |                |                  |
| 4                             | 4     | In biblioteca 「ミューディーズ」 - Mudie's – "Mudie's" | 23 aprile 2005 | 2 marzo 2010     |
| 4                             | 4     | Mentre sta visitando la sezione di letteratura erotica presso la biblioteca Mudie's assieme a Hakim, William incontra Emma. Entrambi hanno qualcosa da nascondere all'altro: William un libro di fotografie erotiche messogli in mano da Hakim, Emma un romanzo di una ragazza povera che si innamora di un giovane molto ricco. Nel pomeriggio William e Hakim si recano al circolo del tennis e William si ritrova a insegnare a giocare a Eleanor, che è sempre più attratta da lui. La sera Hakim confessa a William di avere chiesto la mano di Emma, ma di essere stato rifiutato. William è felice della cosa e il giorno dopo riesce a trovare il coraggio di parlare a Emma durante una passeggiata al parco. |                |                  |
| 5                             | 5     | Ricordi di gioventù 「晩餐会」 - Bansankai – "Cena con invitati" | 30 aprile 2005 | 3 marzo 2010     |
| 5                             | 5     | Kelly si ricorda all'ultimo momento di avere invitato degli ospiti per la sera ed Emma si dà da fare per preparare la cena. Intanto Kelly con l'aiuto di Al, un vecchio amico specializzato in tinteggiature e carte da parati, mette in ordine l'appartamento un po' malandato per l'umidità. Alla fine gli invitati annullano l'appuntamento e lei si ritrova a cenare con Emma e Al. In quell'occasione Kelly cade e si infortuna alla caviglia, rompendo inoltre la collana che portava al collo, che il marito Dough le aveva donato più di trent'anni prima. Nella mente di Kelly riaffiorano quindi vecchi ricordi di suo marito, morto quando lei aveva venti anni e quando Emma le restituisce la collana che aveva pazientemente riparato, Kelly decide di regalargliela.                                                                                         |                |                  |
| 6                             | 6     | La visita inattesa 「訪問」 - Hōmon – "La visita" | 7 maggio 2005  | 4 marzo 2010     |
| 6                             | 6     | Il padre di William scopre che Kelly Stowner si è infortunata e si reca in visita a casa della vecchia istitutrice assieme al figlio William, perché così vogliono le buone maniere. In quell'occasione scopre con stupore la strana alchimia che c'è tra il figlio e la cameriera Emma e comunica al figlio di stare trattando con la madre di Eleonor per combinare il suo matrimonio con la figlia. È infatti a ragazze della sua estrazione sociale che William dovrà rivolgere le sue attenzioni, non a quelle di ceti inferiori. |                |                  |
| 7                             | 7     | Una notte a palazzo 「水晶宮」 - Suishō kyū – "Il Crystal Palace" | 14 maggio 2005 | 5 marzo 2010     |
| 7                             | 7     | Nonostante i discorsi del padre, William invita Emma a visitare il Crystal Palace. Per la ragazza la giornata è indimenticabile e lei non è mai stata così felice. Entrambi però, presi dalla reciproca compagnia, non si accorgono del tempo che passa, finiscono per mancare l'orario di chiusura e devono rimanere presso il padiglione durante tutta la notte: è in quell'occasione che si scambiano il primo bacio. Hakim, riesce a coprire l'assenza da casa del suo amico William e Kelly Stowner, un po' preoccupata, ma felice per quello che sta accadendo alla sua Emma, rimane sveglia tutta la notte ad aspettarla. Kelly da un po' di tempo non si sente bene e forse il piccolo incidente di qualche giorno prima è stato un segnale di qualcosa di più grave, ma lei continua a nascondere il suo stato di salute precario a Emma per non preoccuparla.     |                |                  |
| 8                             | 8     | La verità 「時計」 - Tokei – "Orologio da taschino" | 21 maggio 2005 | 6 marzo 2010     |
| 8                             | 8     | William racconta finalmente al padre del suo amore per Emma, ma incontra la sua forte opposizione. Kelly non si è più ripresa dopo la caduta, ha preso l'influenza e sembra non riesca a guarire. Manda a chiamare Al, il suo amico di sempre e gli confida l'amore impossibile tra Emma e William. Lei vorrebbe aiutare i due ragazzi perché l'amore di Emma è sincero, ma sa che ormai non potrà fare più nulla. Come ultimo desiderio prega Al di prendersi cura di Emma e quando la ragazza trova la sua padrona sul letto morta, scoppia in un pianto dirotto: come farà adesso senza di lei? |                |                  |
| 9                             | 9     | Di nuovo sola 「ひとり」 - Hitori – "Sola" | 28 maggio 2005 | 7 marzo 2010     |
| 9                             | 9     | Emma mentre pulisce l'appartamento per l'ultima volta dopo i funerali di Kelly Stownar, ricorda il suo arrivo nella casa cinque anni prima e la loro vita insieme. Nel frattempo, William partecipa a una cena organizzata dalla zia di Eleonor, accompagnato dalla ragazza. In quell'occasione il padre di William esprime davanti a tutti il desiderio che tra William ed Eleonor nasca l'amore, ma la ragazza sospetta che nel cuore di William ci sia già un'altra. |                |                  |
| 10                            | 10    | Conflitti 「すれ違い」 - Sure-chigai – "Mancarsi" | 4 giugno 2005  | 8 marzo 2010     |
| 10                            | 10    | Emma va a casa di William per comunicargli la morte della sua istitutrice e per dirgli addio. Ha capito infatti che la storia con lui non può avere un futuro e ha deciso di ritornare nel suo paese natale. William però non è in casa perché la sta a sua volta cercando e la ragazza, grazie a Hakim, viene fatta accomodare in casa per aspettarlo, non senza il palese astio dei fratelli. Proprio quando lei sta per andarsene, torna William, che deve affrontare una forte discussione il padre, che caccia Emma ingiungendole di non farsi più rivedere. |                |                  |
| 11                            | 11    | Il passato di Emma 「過去」 - Kako – "Passato" | 11 giugno 2005 | 9 marzo 2010     |
| 11                            | 11    | Il padre di William è preoccupato che le voci che si stanno diffondendo su suo figlio innamorato di una cameriera possano compromettere l'onorabilità della famiglia. La signora Campbell è però piuttosto comprensiva e si mette d'accordo con lui per tentare di fare fidanzare William e Eleanor. Nel frattempo, William va a cercare Emma e Al gli racconta la storia della terribile infanzia della ragazza, dalla morte dei genitori, al suo rapimento per essere introdotta in un bordello, alla sua fuga e la sua vita di stenti a Londra. |                |                  |
| 12                            | 12    | L'addio 「スズラン」 - Suzuran – "Mughetto" | 18 giugno 2005 | 10 marzo 2010    |
| 12                            | 12    | Eleonor si reca a casa di William per la gita a cavallo che i genitori dei ragazzi avevano organizzato, ma William la lascia quando scopre da Hakim che Emma sta partendo per sempre. Corre disperatamente alla stazione e la trova proprio mentre sta salendo sul treno. La implora di rimanere, ma lei sa che per il loro amore non c'è futuro e se ne va senza voltarsi. Sul treno che si allontana Emma dà finalmente sfogo alle lacrime: di Londra le rimane solo un mazzetto di mughetti che aveva comprato in stazione da una piccola fioraia, ma nel linguaggio dei fiori il mughetto significa che la felicità ritornerà... |                |                  |
| Seconda stagione (12 episodi) |       | |                |                  |
| 1                             | 13    | Una nuova vita 「新しい家」 - Atarashii ie – "Una nuova casa" | 16 aprile 2007 | 11 marzo 2010    |
| 1                             | 13    | Emma non è ritornata al suo paese, ma è riuscita a trovare lavoro come donna di servizio nella grande tenuta di campagna dei Mölders, una famiglia di immigrati provenienti dalla Germania, anche se essendo l'ultima arrivata e per giunta senza referenze, ha difficoltà a inserirsi nel nuovo ambiente di lavoro a causa dell'ostilità del personale. Eleanor, ancora innamorata di William, lo incontra a una festa all'aperto, ma capisce che lui pensa ancora a Emma, che nel frattempo è falsamente accusata di furto di un prezioso ventaglio. Fortunatamente la vera responsabile, Nanette, cameriera personale della signora Mölders, viene casualmente scoperta, ma Emma intercede presso la padrona affinché non venga licenziata. |                |                  |
| 2                             | 14    | Chiaro di Luna 「月光」 - Gekkō – "Chiaro di Luna" | 23 aprile 2007 | 12 marzo 2010    |
| 2                             | 14    | William visita il Crystal Palace con Eleanor ei suoi fratelli, ma i ricordi dalla sua ultima visita insieme con Emma gli impediscono di concentrarsi, tanto che Eleonor, vedendolo così freddo e distaccato, fugge da lui per vedere se si sarebbe almeno sforzato di cercarla. Nel frattempo i Mölders festeggiano il compleanno di Ilse, la loro figlia minore. Quella sera anche la servitù della tenuta può partecipare alla festa ed Emma comincia a rendersi conto della diversità di comportamento che c'è tra gli inglesi e i suoi nuovi padroni tedeschi con la servitù, che a casa Mölders è trattata con molta liberalità. Ma la festa e la Luna piena la riempiono di malinconia e alla fine scoppia a piangere pensando a William. |                |                  |
| 3                             | 15    | La donna dei misteri 「涼雨」 - Ryōu – "Pioggia leggera" | 30 aprile 2007 | 13 marzo 2010    |
| 3                             | 15    | Dorothea Mölders va a trovare con Emma una sua amica, la signora Trollope. È una donna misteriosa della quale neppure la signora Mölders sa molto, nonostante sia la sua più grande amica. Emma non lo sa ancora, ma la signora Trollope è la madre di William. Lui intanto, rimproverato dal padre per aver trascurato i suoi doveri, viene convinto dalla sorella ad assistere a una rappresentazione di Romeo e Giulietta durante una serata di beneficenza senza sospettare che anche Eleanor sarebbe stata presente. |                |                  |
| 4                             | 16    | Ricordi 「求婚」 - Kyūkon – "Corteggiamento" | 7 maggio 2007  | 14 marzo 2010    |
| 4                             | 16    | I Mölders decidono di visitare Londra e vogliono portare con loro anche Emma, ma lei tenta inizialmente di evitarlo anche se alla fine si arrende al destino e ritorna nella città che pensava di non vedere mai più. William inizia a fare la corte a Eleanor, ma Monica, la sorella maggiore di Eleonor arrivata a Londra per le vacanze, si arrabbia con lui per come trattava la sorella, visto che in realtà non l'amava. Ma a quel punto William, sorprendendo tutti, chiede a Eleonor di sposarlo. |                |                  |
| 5                             | 17    | Di nuovo vicini 「抱擁」 - Hōyō – "Abbraccio" | 14 maggio 2007 | 15 marzo 2010    |
| 5                             | 17    | La signora Mölders ed Emma sono a fare la spesa, quando si imbattono nella signora Trollope. La signora Mölders insiste perché Emma partecipi alla festa di fidanzamento del figlio maggiore della signora Trollope ed Emma, anche se titubante, acconsente. La sera Emma, con indosso un meraviglioso vestito, accompagna la signora Trollope che la presenta come sua dama di compagnia e amica. La ragazza è senza occhiali e inizialmente non si rende pienamente conto della situazione, ma quando il festeggiato William si avvicina alla madre per salutarla, capisce tutto e sviene. William è l'unico a riconoscere Emma e la notte va a trovarla nella stanza in cui è stata portata affinché si riprendesse dal malore. |                |                  |
| 6                             | 18    | Notte di Natale 「成功と喪失」 - Seikō to sōshitsu – "Successo e Rinuncia" | 21 maggio 2007 | 16 marzo 2010    |
| 6                             | 18    | La mattina Emma parte di nascosto dalla residenza dei Jones senza svegliare William e torna all'albergo della signora Trollope. La madre di William ha capito che tra Emma e il figlio è successo qualcosa, e si fa raccontare tutto dalla ragazza. La signora Trollope però sa bene quanto sia ipocrita e meschina l'alta società inglese perché l'ha provato sulla sua pelle. Lei, ragazza di campagna sposata con un arricchito, nonostante gli sforzi del marito per introdursi nell'alta società, si è sempre sentita esclusa fino a essere costretta ad abbandonare la famiglia. Sa bene quindi che William ed Emma, se continuerà il loro rapporto, andranno incontro all'emarginazione e all'isolamento dalla società. William intanto pensa di annullare il fidanzamento.                                                                                          |                |                  |
| 7                             | 19    | La rottura del fidanzamento 「夕波」 - Yūnami – "Flutti della sera" | 28 maggio 2007 | 17 marzo 2010    |
| 7                             | 19    | William decide di parlare con i genitori di Eleonor per rompere il fidanzamento, nonostante le insistenze del padre che gli dice di aspettare. La notizia si sparge in un baleno e quando Emma sente le cameriere spettegolare su chi sia la misteriosa cameriera che ha scatenato tutto quel putiferio, fugge disperata da casa Mölders, ma Hans, il giovane tuttofare della casa la segue e tenta di raggiungerla. |                |                  |
| 8                             | 20    | Un posto dove stare 「居場所」 - Ibasho – "Luoghi" | 4 giugno 2007  | 18 marzo 2010    |
| 8                             | 20    | Eleonor va a casa di William per chiarire la situazione e rialacciare il rapporto, ma si rende ben presto conto che il ragazzo non è mai stato innamorato di lei e fugge piangendo. Intanto Emma si rifugia presso il suo villaggio natale, ma Hans riesce a raggiungerla e a riportarla indietro. La servitù è preoccupata per Emma e per le conseguenze del suo gesto, infatti la signora Mölders è molto arrabbiata con lei per essersi allontanata senza permesso, ma Hans riesce a farla perdonare. Emma nella sua disperazione non cercava altro che un posto dove rifugiarsi e si rende finalmente conto di averlo trovato a casa Mölders, dove ci sono persone che la stimano e le vogliono bene. |                |                  |
| 9                             | 21    | La scelta di William 「覚悟」 - Kakugo – "Risolutezza" | 11 giugno 2007 | 19 marzo 2010    |
| 9                             | 21    | Ai visconti Campbell, con qualche dissesto finanziario, avrebbe fatto comodo il matrimonio tra Eleonor e William, rampollo di una famiglia di "arricchiti", ma a questo punto per tutelare il buon nome del casato, decidono di annullare il fidanzamento. I Jones cominciano a sentire l'ostracismo dell'alta società: trattare affari e avere rapporti con loro avrebbe potuto creare imbarazzo ai visconti Campbell, quindi cominciano ad arrivare gli annullamenti degli inviti agli incontri importanti. William si butta anima e corpo negli affari di famiglia per tentare di rimediare ai problemi che ha causato, inoltre prega la madre di rivelargli dove sia Emma. Eleonor intanto, dopo molti giorni di disperazione, capisce che se vuole uscirne deve guardare avanti e si rasserena.                                                                        |                |                  |
| 10                            | 22    | La forza dell'amore 「窓辺」 - Madobe – "Alla finestra" | 18 giugno 2007 | 20 marzo 2010    |
| 10                            | 22    | Gli affari per i Jones vanno sempre peggio, nonostante la dedizione di William. Da tempo le compagne di lavoro sospettano che sia Emma la protagonista dello scandalo che si sta consumando nell'alta società e ne hanno conferma quando William arriva presso la residenza londinese dei Mölders per parlare con lei. Emma si rifiuta di incontrarlo, dicendogli che è tutto finito, ma lui non si arrende e prende l'abitudine di passare ogni giorno davanti alla casa ad aspettare. Hans, anch'egli innamorato di Emma, capisce che lei è ancora innamorata di William. Spera di farglielo dimenticare e le chiede di sposarlo, ma lei rifiuta. Alla fine William, davanti alla servitù attonita e divertita dei Mölders chiede a Emma di sposarlo e le dà un appuntamento per la settimana successiva presso la fontana del Cristal Palace.                            |                |                  |
| 11                            | 23    | La decisione 「光陰」 - Kōin – "Tempo" | 25 giugno 2007 | 21 marzo 2010    |
| 11                            | 23    | Il visconte Campbell esercita parecchie pressioni sugli investitori, portando la società della famiglia Jones sull'orlo della bancarotta, William tuttavia cerca di trovare altri investitori. Ormai è il giorno fatidico dell'appuntamento, ma Emma non sa cosa fare ed esce di casa per visitare la casa di Kelly Stowner, la sua ex-datrice di lavoro morta ormai da tempo. Al ritorno della sua visita trova la casa dei Mölders in fiamme. |                |                  |
| 12                            | 24    | Sboccia l'amore 「花」 - Hana – "Fiori" | 2 luglio 2007  | 22 marzo 2010    |
| 12                            | 24    | Emma noncurante del fuoco tenta di salvare il fazzoletto che William le aveva dato, ma Hans glielo impedisce. Quando i pompieri spengono l'incendio, Emma si rende conto di amare William più della sua vita e corre all'appuntamento. William intanto, con l'aiuto di Hakim, riesce a trovare gli investitori e finalmente raccoglie denaro sufficiente per salvare la società. Si reca all'appuntamento al Crystal Palace e non trovando Emma l'aspetta paziente fino alla chiusura, quando la ragazza arriva trafelata. Ancora una volta, William chiede a Emma di sposarlo, lei acconsente e la loro unione sarà allietata da quattro figli. L'ultima immagine che si vede è quella di Al che davanti alla tomba di Kelly ammette che lei aveva sempre saputo che Emma e William si sarebbero sposati infatti la puntata finisce con Kelly che sorride in un flashback. |                |                  |